# カルロ・ルスティケッリ
カルロ・ルスティケッリ （Carlo Rustichelli, 1916年12月24日 - 2004年11月13日） は、イタリアの映画音楽作曲家。
1940年代から50年間にわたって250本以上の作品を手がけたイタリアを代表する映画音楽作曲家の一人である。
モデナ県カルピ生まれのルスティケッリは、ボローニャとローマの音楽学校でピアノと作曲を学んだ後、オペラや劇場音楽の作曲家として仕事を始めた。劇場の指揮者をつとめたこともある。1939年に初めて映画音楽を手がけるが、最初は映画音楽を専門にしようとは考えていなかった。
『無法者の掟』（1949年） や『越境者』（1950年） で協働した監督のピエトロ・ジェルミの強いすすめで本格的に映画音楽の道に進むことになる。ジェルミとはその後も一緒に仕事を続け『鉄道員』（1956年）、『わらの男』（1958年）、『刑事』（1959年）、『イタリア式離婚狂想曲』（1962年）、『誘惑されて棄てられて』（1963年）、『アルフレード　アルフレード』（1972年） などの作品がある。
『刑事』のテーマ曲「死ぬほど愛して」や『ブーベの恋人』（1963年、ルイジ・コメンチーニ監督） のテーマ曲はレコードでもヒットした。前者はジェルミが作詞し、ルスティケッリの娘で女優のアリダ・ケッリが歌ったもので「アモーレ・ミオ」という題でも知られている。
『脱走大作戦』（1968年、ジャック・スマイト）、『お熱い夜をあなたに』（1972年、ビリー・ワイルダー） などのアメリカ映画も手がけているが、いずれもイタリア・ロケで製作された作品である。

## 主な作品
- 越境者 （1950年）
- 白い国境線 （1950年）
- 街は自衞する （1951年）
- 鉄道員 （1956年）
- わらの男 （1958年）
- 刑事 （1959年）
- 白い道（1959年）
- サビーヌの掠奪 （1960年）
- ゼロ地帯 （1960年）
- ハンニバル （1960年）
- バグダッドの盗賊 （1961年）
- ローマの恋 （1961年）
- イタリア式離婚狂想曲 （1962年）
- マンマ・ローマ （1962年）
- 禁じられた恋の島 （1962年）
- 祖国は誰のものぞ （1962年）
- ブーベの恋人 （1963年）
- 白い肌に狂う鞭 （1963年）
- モデル連続殺人! （1963年）
- 明日に生きる （1963年）
- 誘惑されて棄てられて （1963年）
- アトランタイド （1964年）
- 愛してご免なさい （1964年）
- モナリザの恋人 （1965年）
- 蜜がいっぱい （1966年）
- ヨーロッパ式クライマックス （1967年）
- 真昼の一匹狼 （1967年）
- 夕陽の墓場 （1967年）
- 裏切りの荒野 （1967年）
- 砂漠の戦場エル・アラメン （1968年）
- 脱走大作戦 （1968年）
- スタントマン （1968年）
- 荒野の三悪党 （1969年）
- 欲情の島 （1969年）
- 愛すれど哀しく （1971年）
- 呪いの館 （1971年）
- アルフレード　アルフレード （1972年）
- お熱い夜をあなたに （1972年）
- 野性の叫び （1972年）
- ミラノの恋人 （1975年）
- プレステージ （1976年）
- 限りなく愛に燃えて （1976年）
- 友よ静かに死ね （1976年）